# دوت‌لوپینار (جیحان)
دوت‌لوپینار (به ترکی استانبولی: Dutlupınar) یک منطقهٔ مسکونی در ترکیه است که در جیحان واقع شده‌است.